# Tommy Rich (cestista)
Thomas A. Rich, detto Tommy (Hobart, 26 aprile 1916 – Venice, 14 novembre 2011), è stato un cestista statunitense, professionista nella NBL.

## Carriera
Nella stagione 1945-46 ha giocato in NBL con i Rochester Royals; nel corso delle 17 partite giocate con la squadra ha messo a segno un totale di 44 punti, con una media di 2,6 punti a partita. Con i Royals ha anche vinto il titolo di campione della NBL.

## Palmarès
- Campione NBL (1946)